# ایزاتس دوم

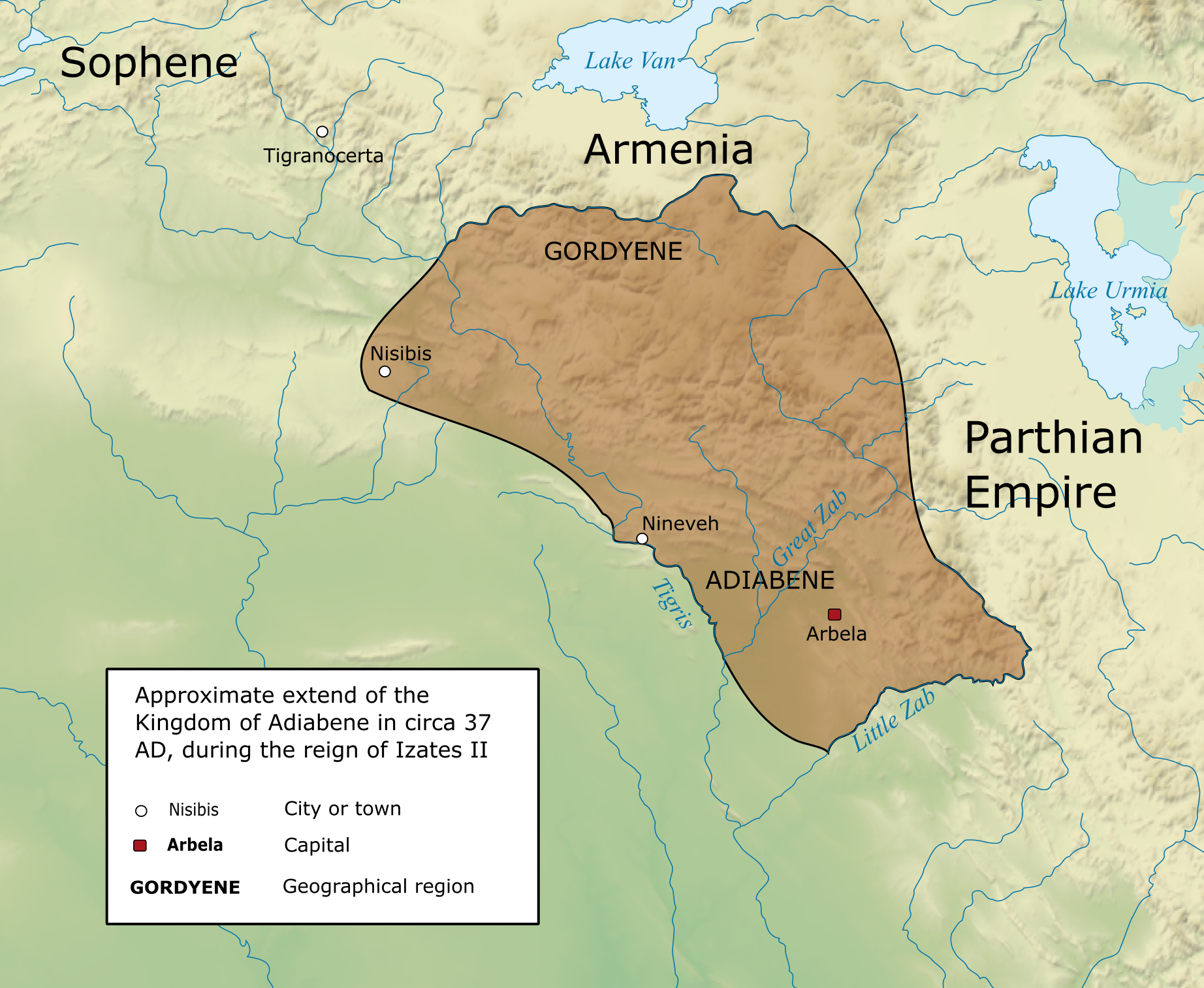
نقشه پادشاهی آدیابن در حدود ۳۷ پس از میلاد، در زمان سلطنت ایزاتس دوم

ایزاتس دوم ( یونانی : Ἰζάτης، عبری: זוטוס בן מונבז‎  ; حدود ۱-۵۴ پس از میلاد) از سال ۳۰ تا ۵۴ پادشاه آدیابن دولت متکی اشکانی بود.  او به دلیل گرویدن به یهودیت مشهور است. او پسر ملکه هلنا آدیابن و مونوباز اول آدیابن بود. همچنین گفته می شود که ملکه هلنا همسر آبگاروس پادشاه ادسا و بنابراین ملکه ادسا نیز بوده است. 
ایزاتس در دوران جوانی خود توسط پدرش به دربار شاه ابینرگائوس یکم از پادشاهی میشان در کرخینیا فرستاده شد. ایزاتس در کرخینیا با یک تاجر یهودی به نام حانیه آشنا شد که او را با اصول دین یهود آشنا کرد و عمیقاً به آن علاقه‌مند شد. ایزاتس با سیماکو دختر پادشاه ابینرگائوس،  که با تلاش آنانیا به یهودیت گرویده بود، ازدواج کرد. مادرش قبلاً بدون اطلاع او به یهودیت جذب شده بود. ایزاتس پس از بازگشت به خانه و بر تخت نشستن با مرگ پدرش (حدود ۳۱ پس از میلاد) متوجه تغییر دین مادرش شد. و خود او قصد داشت یهودیت را بپذیرد و حتی تسلیم ختنه شود. با این حال، او هم توسط معلمش حانیه و هم توسط مادرش از این اقدام منصرف شد، اما در نهایت توسط یهودی دیگری به نام الازار متقاعد شد.  
ایزاتس مدتی از صلح لذت می برد. و بسیار مورد احترام بود که به عنوان داور بین آرتابانوس دوم پادشاه اشکانی و اشراف سرکش او (حدود ۳۹ م) انتخاب شد. اما زمانی که چند تن از نزدیکان ایزاتس آشکارا گرویدن آنها به یهودیت را تصدیق کردند، برخی از اشراف آدیابن مخفیانه ابیا ، پادشاه عرب را وادار کردند تا علیه او اعلام جنگ کند. ایزاتس دشمن خود را شکست داد که در ناامیدی خودکشی کرد. پس از آن اشراف با ولوگاسس ، پادشاه پارت توطئه کردند، اما دومی در آخرین لحظه از اجرای نقشه‌های خود باز ماند و ایزاتس در مجموع بیست و چهار سال بدون مزاحمت به سلطنت ادامه داد.
ایزاتس در حدود سال ۵۴ میلادی درگذشت. مادرش هلنا فقط برای مدت کوتاهی از او زنده ماند. از او بیست و چهار پسر و بیست و چهار دختر باقی ماند. ایزاتس جانشین برادر بزرگترش مونوباز دوم شد که بقایای ایزاتس و ملکه هلنا را برای دفن به اورشلیم فرستاد.